# Eu (Sena Marítim)
Eu és un municipi francès, situat al departament del Sena Marítim, dins la regió de Normandia. Es troba prop de la costa al nord del departament, a prop de la frontera amb Picardia. Els habitants són coneguts com a eudois en francès. L'any 1999 tenia 8.081 habitants.

## Situació
Eu es troba al nord-est del departament del Sena Marítim. És situat als marges del riu Bresle dins el Petit Caux, a uns 4 km de la seva desembocadura al mar al municipi de Le Tréport.

## Administració
L'alcalde de la ciutat és François Gouet (2001-2008).

## Demografia
| Evolució de la població |       |       |       |       |       |       |       |       |
| 1793                    | 1800  | 1806  | 1821  | 1831  | 1836  | 1841  | 1846  | 1851  |
| 3.380                   | 3.230 | 3.219 | 3.467 | 3.543 | 3.739 | 3.977 | 4.370 | 4.019 |

| 1856  | 1861  | 1866  | 1872  | 1876  | 1881  | 1886  | 1891  | 1896  |
| ----- | ----- | ----- | ----- | ----- | ----- | ----- | ----- | ----- |
| 4.156 | 4.416 | 4.168 | 3.899 | 4.379 | 5.105 | 4.989 | 4.693 | 4.818 |

| 1901  | 1906  | 1911  | 1921  | 1926  | 1931  | 1936  | 1946  | 1954  |
| ----- | ----- | ----- | ----- | ----- | ----- | ----- | ----- | ----- |
| 5.398 | 5.743 | 5.651 | 5.817 | 5.963 | 5.617 | 5.655 | 5.540 | 6.343 |

| 1962  | 1968  | 1975  | 1982  | 1990  | 1999  | 2006 | 2011 | 2016 |
| ----- | ----- | ----- | ----- | ----- | ----- | ---- | ---- | ---- |
| 7.029 | 8.079 | 8.626 | 8.588 | 8.344 | 8.081 | -    | -    | -    |

| 2019 | - | - | - | - | - | - | - | - |
| ---- | - | - | - | - | - | - | - | - |
| -    | - | - | - | - | - | - | - | - |

## Cultura local i patrimoni

### Llocs d'interès

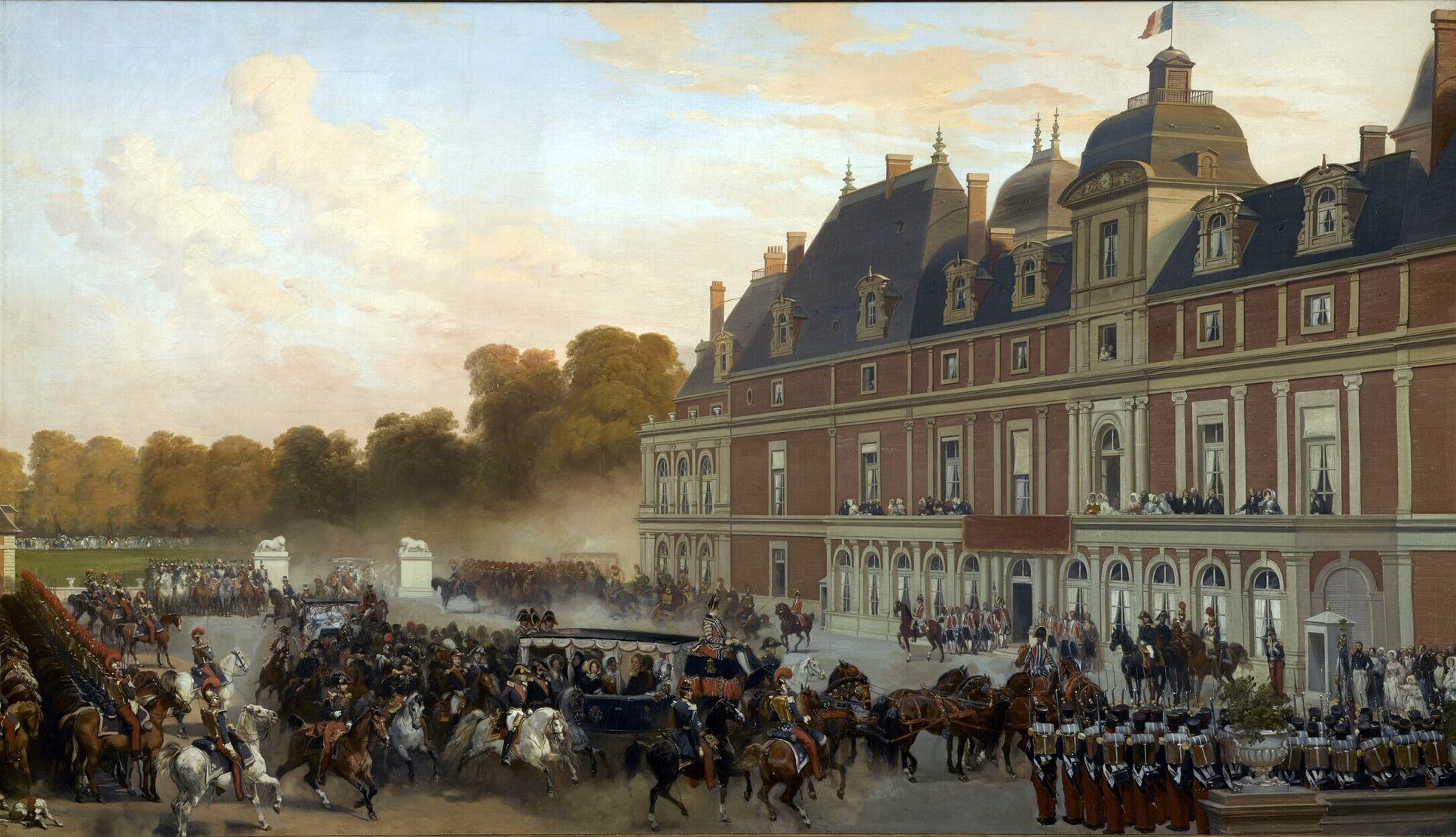
Arribada de la reina Victoria al castell d'Eu, pintura de l'any 1843 d'Eugène Lami (1800-1890).

Alguns dels llocs d'interès més coneguts del municipi son el bosc nacional d'Eu, el castell d'Eu, i la col·legiata. Aquí una petita llista:
- Bosc nacional d'Eu (forêt d'Eu)
- Castell d'Eu (Château d'Eu), un palau renaixentista, del final del segle xvi, amb expansions més tardans. Caterina de Clèveris (Catherine de Clèves o Katharina von Kleve) i Enric de Lorena (Henri de Lorraine), duc de Guise, feren construir el castell a la fi del s. XVI. La Grande Mademoiselle el feu expandir. Aquí hi ha un parc, la seu de l'ajuntament i el:
  - Museu Lluís Felip (Musée Louis-Philippe), creat el 1973, on s'hi poden veure, entre altres coses, decoracions interiors dels segles XVII i XIX, plafons del xvii, parquets de l'època de Lluís Felip I amb remodelacions de l'arquitecte Viollet-le-Duc durant la Tercera República, i col·leccions d'art de La Grande Mademoiselle, del rei, de la família d'Orleans, etc.
- Al peu del castell, hi ha una antiga tintoreria (teinturerie).
- la Col·legiata de Nostra Senyora de Sant Llorenç (Collégiale Notre-Dame et Saint-Laurent), amb les seves orgues i la cripta (s. XII - XIX)
- la Capella del Col·legi dels Jesuïtes (Chapelle du collège des Jésuites), del s. XVII (acabat el 1624), d'estil barroc. Caterina de Clèveris el feu edificar pels jesuïtes, i conté la seva tomba i la d'Enric de Guise. Està dedicada a Sant Ignasi de Loiola.
- Museu de les tradicions vidrieres (Musée des traditions verrières), amb màquines antigues, història del vidre.

## Ciutats agermanades
Eu manté una relació d'agermanament amb les següents ciutats:
- Haan,  (Alemanya) (1967)
- Zouk Mikael,  (Líban) (2003)